# ГЕС Вайлоу
ГЕС Вайлоу (Wailou) — гідроелектростанція в державі Фіджі на острові Віті-Леву, за пів сотні кілометрів на північний захід від столичного міста Сува. Використовує ресурс із лівобережної частини сточища Вайнімали, правої твірної річки Рева, яка впадає до затоки Лаукала-Бей на східній околиці Суви. Станом на другу половину 2010-х найпотужніша ГЕС країни.
У межах проєкту потік Нануку (ліва притока Вайнімали) перекрили кам'яно-накидною греблею із глиняним ядром висотою 60 метрів та довжиною 200 метрів, яка потребувала 0,75 млн м3 матеріалу. На час будівництва воду відвели за допомогою тунелю довжиною 0,3 км з діаметром 5 метрів. Гребля утримує водосховище Моносаву з корисним об'ємом 40 млн м3, що забезпечується коливанням рівня поверхні між позначками 710 та 730 метрів НРМ (у випадку повені останній показник може зростати до 735 метрів НРМ).
Окрім власного стоку, до сховища подається вода зібрана південніше на лівобережжі Вайнімали. Найвіддаленішою точкою цієї системи є гребля на Вайнісавулеву, лівій притоці Вайнімали. Первісно ця споруда мала гребінь на висоті 915 метрів НРМ, допоки у 2015 році не була підвищена до 923 метрів НРМ (це збільшило об'єм сховища з 0,3 до 5,3 млн м3). Звідси вода через тунель довжиною 1,55 км з діаметром 1,8 метра подається з напором у 114 метрів на малу ГЕС Вайнікасоу (6,6 МВт). Відпрацьований останньою ресурс потрапляє до Моносаву через тунелі загальною довжиною 11 км, які також живляться з водозаборів на Вайнікасоу (ліва притока Вайнісавулеву), Набілабіла (ліва притока попередньої), Вайнака, Вайнібуа (праві притоки Нануку) та Вайнімаліва.
Із Моносаву ресурс подається через прокладений у долину Вайлоа (ще одна ліва притока Вайнімали) дериваційний тунель довжиною 2,4 км з діаметром 2,5 метра, який переходить у напірний тунель довжиною 2,85 км з діаметром 1,8 метра. Крім того, в системі працює запобіжний балансувальний резервуар висотою 75 метрів та діаметром 6,5 метра.
Основне обладнання станції становлять чотири турбіни типу Пелтон загальною потужністю 83 МВт, які при чистому напорі у 595 метрів забезпечують виробництво 400 млн кВт-год електроенергії на рік.